# John Roe
John A. Roe (Brisbane, 10 aprile 1977) è un ex rugbista a 15 e medico australiano, già terza linea centro dei Queensland Reds.

## Biografia
Cresciuto al Brisbane Boys' College, ha proseguito i suoi studi presso l'Università del Queensland, nella cui squadra di rugby ha iniziato la sua carriera di club.
La sua prima partita con la rappresentativa del Queensland è del 1999, mentre l'esordio con la relativa franchise, i Reds, è nel Super 12 2001 contro gli Hurricanes.
Del 2003 è invece il debutto negli Wallabies, durante la Coppa del mondo contro la Namibia.
Laureatosi nel 2006 in medicina, è incorso nel 2007 in un infortunio alla spalla dal recupero problematico che lo ha condotto, nel luglio 2008, ad annunciare il suo ritiro a soli 31 anni, per dedicarsi alla professione di medico; con i Reds ha disputato 107 incontri, 82 dei quali al massimo livello in Super Rugby.